# Chuyển phôi
Chuyển phôi đề cập đến một bước trong quá trình sinh sản được hỗ trợ, trong đó phôi được đặt vào tử cung của người phụ nữ với mục đích thiết lập một thai nhi. Kỹ thuật này (thường được sử dụng liên quan đến thụ tinh trong ống nghiệm (IVF)), có thể được sử dụng ở người hoặc động vật, trong trường hợp các mục tiêu có thể khác nhau.
Chuyển phôi có thể được thực hiện vào ngày thứ hai hoặc ngày thứ ba hoặc muộn hơn trong giai đoạn phôi nang, lần đầu tiên được thực hiện vào năm 1984.

## Tươi so với đông lạnh
Phôi có thể là phôi tươi, từ các tế bào trứng được thụ tinh trong cùng chu kỳ kinh nguyệt, hoặc đã được đông lạnh, được tạo ra trong một chu kỳ trước đó và trải qua quá trình bảo quản phôi, và được làm tan băng ngay trước khi chuyển "Chuyển phôi đông lạnh" (FET). Kết quả của việc sử dụng phôi được bảo quản lạnh là rất tích cực, không có sự gia tăng dị tật bẩm sinh hoặc bất thường về phát triển, giữa trứng tươi so với đông lạnh được sử dụng để tiêm tinh trùng vào ống nghiệm (ICSI). Trên thực tế, tỷ lệ có thai tăng sau FET và kết quả chu sinh ít bị ảnh hưởng hơn so với chuyển phôi trong cùng chu kỳ khi quá trình kích thích buồng trứng được thực hiện. Nội mạc tử cung được cho là không được chuẩn bị tối ưu cho việc cấy ghép sau quá trình kích thích buồng trứng, và do đó chuyển phôi đông lạnh tận dụng một chu kỳ riêng biệt để tập trung vào tối ưu hóa cơ hội cấy ghép thành công. Trẻ em sinh ra từ phôi nang đông lạnh có cân nặng khi sinh cao hơn đáng kể so với những trẻ sinh ra từ phôi nang không đông lạnh. Khi chuyển một noãn bào đông lạnh, cơ hội mang thai về cơ bản là giống nhau cho dù nó được chuyển trong một chu kỳ tự nhiên hoặc một trong những lần kích thích rụng trứng.